# NWB VT 560
De VT 560, ook wel Desiro genoemd, is een tweedelig dieseltreinstel met lagevloerdeel voor het regionaal personenvervoer van de NordWestBahn (NWB).

## Geschiedenis
De uit RegioSprinter ontwikkelde RegioSprinter 2 werd als Desiro op de markt gezet. De Desiro wordt sinds 1998 geproduceerd en verder ontwikkeld als Desiro Classic. Het treinstel werd zowel met dieselmotor maar ook met elektrische aandrijving geleverd.
De NordWestBahn GmbH (NWB) is een private spoorwegonderneming die sinds het jaar 2000 meerdere hoofd en lokale trajecten in Noord- en West-Duitsland bedient. De aandelen van NordWestBahn zijn voor 64% in handen van Veolia Verkehr GmbH, Berlijn, voor 26% in handen van Stadtwerke Osnabrück AG en voor 10% in handen van Verkehr und Wasser GmbH Oldenburg. De onderneming is gevestigd te Osnabrück.

## Constructie en techniek
Het treinstel is opgebouwd uit een aluminium frame. Typerend aan dit treinstel is door de toepassing van Scharfenbergkoppeling met het grote voorruit. De treinen werden geleverd als tweedelig dieseltreinstel met mechanische transmissie. De trein heeft een lagevloerdeel. Deze treinen kunnen tot drie stuks gecombineerd rijden. De treinen zijn uitgerust met luchtvering.

## Treindiensten
De treinen worden/werden door NordWestBahn ingezet op de volgende trajecten:
- KBS 390: Wilhelmshaven-Oldenburg (Oldb)-Bremen Hbf (vervanger voor de voormalige Interregio Oldenburg-Wilhelmshaven)
- KBS 392: Wilhelmshaven-Oldenburg (Oldb)-Osnabrück Hbf (traject Oldenburg - Osnabrück/Oldenburg - Wilhelmshaven)
- KBS 393: Wilhelmshaven-Sande-Jever-Wittmund-Esens (traject Sande-Esens)
- KBS 394: Bremen Hbf-Delmenhorst-Vechta-Osnabrück Hbf (traject Delmenhorst-Osnabrück)